# Дьёрдь, Адам
Адам Дьёрдь (венг. György Ádám; род. 28 января 1982) — венгерский музыкант и мини-футболист.

## Биография
Музыкой занимался с 4 лет, первым учителем была Каталин Хальмади. В 1994 году был принят в Будапештскую консерваторию имени Белы Бартока. В 1998 выиграл национальный конкурс юных пианистов, а двумя годами позднее завоевал приз лучшего пианиста Венгрии. С 2000 по 2006 годы учился в Музыкальной академии Ференца Листа под руководством профессоров Дьёрдя Надора и Балаша Рети. В настоящий момент он продолжает своё обучение и готовится получить степень доктора музыкальных наук. Является директором собственной академии и преподаёт уроки игры на фортепиано студентам.
С 2002 года проводит свой концертный тур. Выступал с концертами в Китае, Франции, Швейцарии, Индонезии, Малайзии, Сингапуре, Канаде, США и Иране. 8 июня 2012 принял участие в церемонии открытия Чемпионата Европы по футболу 2012 года, сыграв «Этюд для фортепиано» Фредерика Шопена.

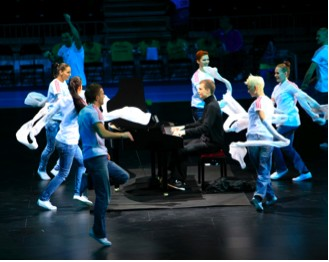
Дьёрдь на церемонии открытия чемпионата Европы по мини-футболу 2010 года

Известен также как неплохой футболист, имеет опыт выступления за сборную Венгрии по мини-футболу. В 2010 году открывал домашний чемпионат Европы по мини-футболу.
В 2023 году Дьёрдь выступил на финале Лиги чемпионов УЕФА в Стамбуле.

## Награды
- 1998 — Победитель конкурса юных пианистов Венгрии
- 2000 — Лучший пианист Венгрии по версии Академии имени Ференца Листа
- 2002 — Обладатель Приза на конкурсе классической музыки в Вене
- 2003 — Обладатель специального Приза на фестивале в Сан-Ремо
- 2004 — Победитель международного конкурса пианистов

## Выступления
- Hungarian Rhapsody No. 2.
- Searchin'
- Jesu, Joy of Men’s Desire
- Chopin: Etude a minor (Op. 25)
- Flight of the Bumble Bee
- La Campanella
- Wedding March Transcription
- Moszkowsky: Etude in F Major

## Записи концертов
- Ádám György, Concert in Budapest (2005)
- Ádám György, Plays the Piano (2006)
- Ádám György, Plays Bach and Mozart (2008)
- Ádám György, Live in Budapest (DVD HD) (2008)
- Ádám György, Live in Budapest, BLU-RAY (2009)

## Отзывы в прессе
- Budapest Times
- Budapest Zeitung
- Ádám György In China 2006
- Jakarta Post 2008
- Jakarta Globe 2008
- Straits Times Singapore 2008
- Kuala Lumpur 2008
- Straits Times Review Singapore
- Owner’s Magazine — Steinway Magazine 2007